# Truxton Hare
Pour les articles homonymes, voir Truxton (homonymie) et Hare.
Thomas Truxton Hare (12 octobre 1878 - 2 février 1956) est un athlète et joueur de football américain. 
Aux Jeux olympiques d'été de 1900 à Paris, il remporte la médaille d’argent au lancer du marteau. 
Quatre ans plus tard à Saint Louis, il se classe troisième du premier décathlon des jeux.
En football américain de niveau universitaire, il a évolué au poste de Garde au sein des Quakers de Penn représentant l'Université de pennsylvanie de 1897 à 1900. pendant ses quatre années, il a été sélectionné dans l'équipe type du pays (All-American). Il est intronisé au College Football Hall of Fame en 1951. Hare reçoit le Trophée Heisman 1900 à titre rétroactif car la NCAA n'avait régulièrement attribué le trophée qu'à partir de 1935.

## Palmarès

### Jeux olympiques
- Jeux olympiques 1900 à Paris ( France) 
  -  Médaille d’argent au lancer du marteau
- Jeux olympiques 1904 à Saint-Louis ( États-Unis) 
  -  Médaille de bronze au décathlon